# Ouargla

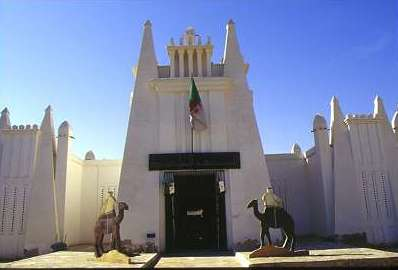
Museet i Ouargla.

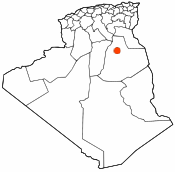
Ouarglas läge i Algeriet.

Ouargla (arabiska وَرڤلة) är en stad och kommun i Algeriet och är administrativ huvudort för en provins med samma namn. Folkmängden i kommunen uppgick till 133 024 invånare vid folkräkningen 2008, varav 116 307 invånare bodde i centralorten.